# Moince
Die Moince ist ein kleiner Fluss in Frankreich, der in den Départements Moselle und Meurthe-et-Moselle der Region Grand Est südlich der Stadt Metz verläuft.

## Geographie

### Verlauf
Die Moince entspringt unter dem Namen Ruisseau de Bérupt im nordöstlichen Gemeindegebiet von Solgne, knapp an der Grenze zur Nachbargemeinde Luppy, entwässert generell Richtung Westsüdwest und mündet nach 17,96 Kilometern an der Gemeindegrenze von Éply und Cheminot, die hier auch die Départementsgrenze bildet, als rechter Nebenfluss in die Seille. Fast im gesamten Verlauf fließt die Moince parallel zur Bahnstrecke LGV Est européenne und quert sie auch noch im Unterlauf.

### Zuflüsse
(Reihenfolge in Fließrichtung)
- Ruisseau de Vigny (rechts) 6,08 km
- Rupt de Beux (links) 2,17 km

### Orte am Fluss
(Reihenfolge in Fließrichtung)
- Solgne
- Bérupt, Gemeinde Secourt
- Saint-Jure
- Moince, Gemeinde Louvigny
- Preys, Gemeinde Éply